# Ulrich Freese

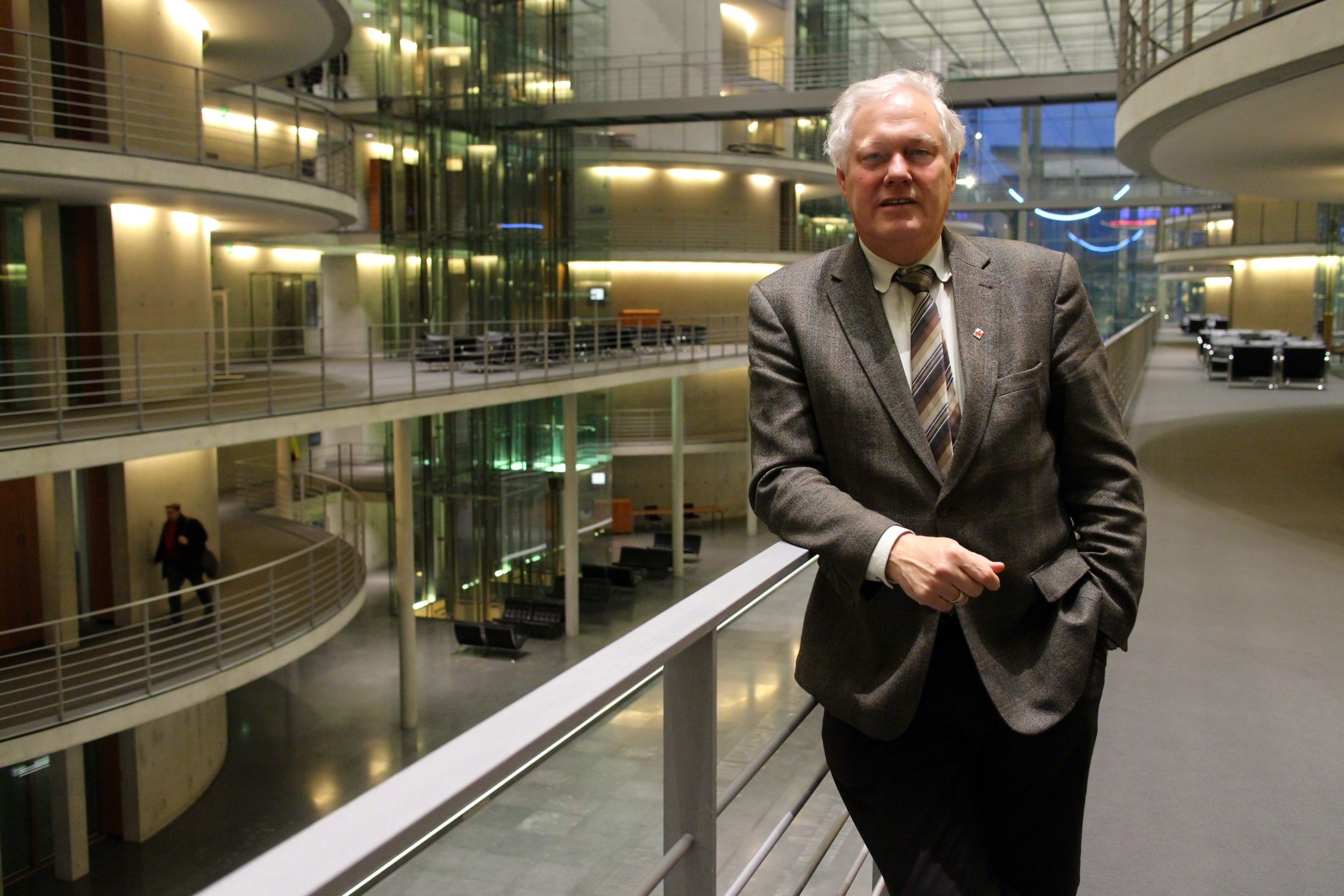
MdB Ulrich Freese im Paul-Löbe-Haus des Deutschen Bundestages

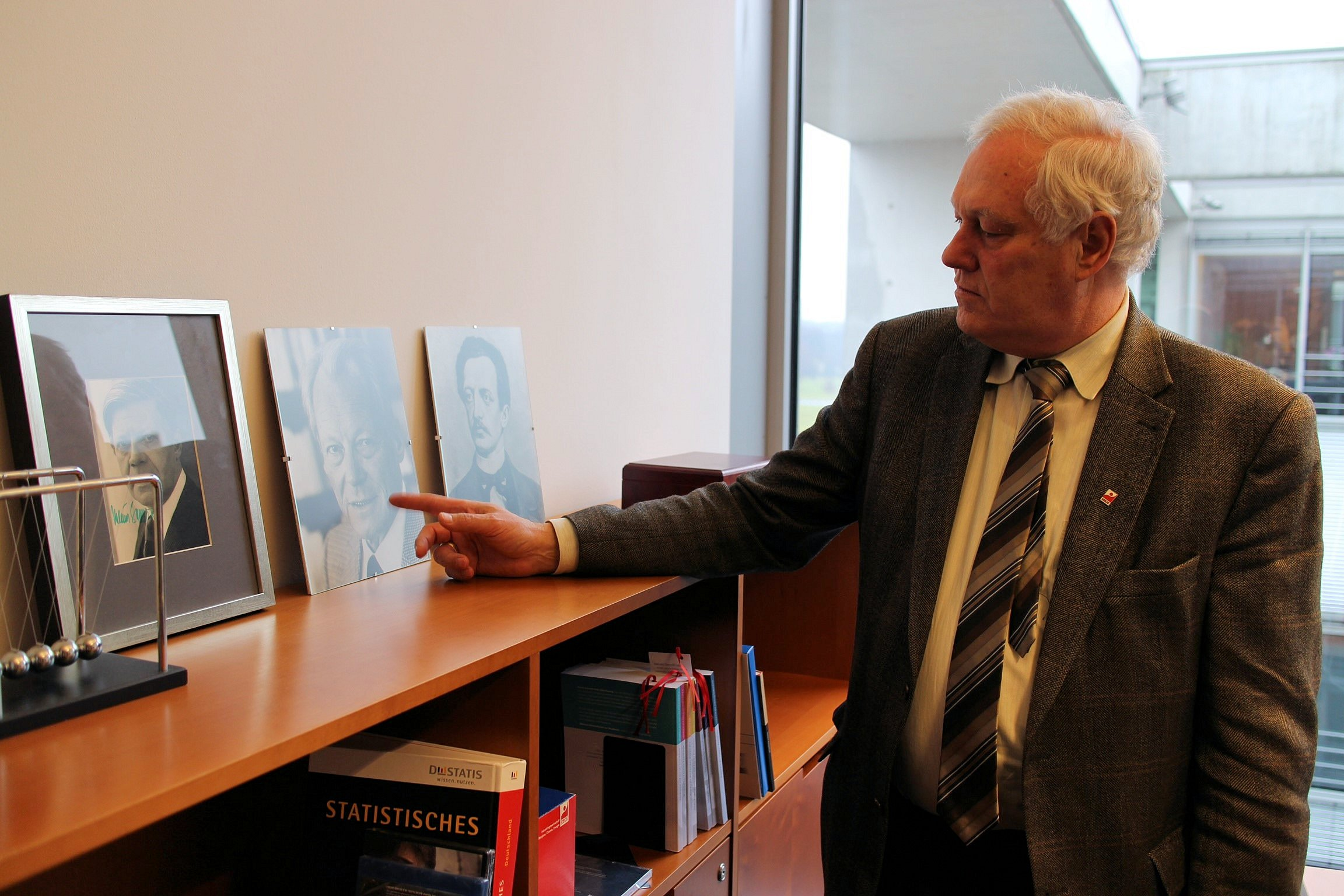
MdB Ulrich Freese in seinem Bundestagsbüro im Paul-Löbe-Haus

Ulrich Ronald Freese (* 12. April 1951 in Drevenack, Kreis Rees, Nordrhein-Westfalen) ist ein deutscher Gewerkschafter (IG BCE), Politiker (SPD) und Kohlelobbyist.

## Biografie
Ulrich Freese absolvierte nach dem Volksschulbesuch eine Lehre zum Betriebsschlosser und war in der Zeche Schlägel & Eisen in Herten unter Tage tätig. Nach dem Besuch der Akademie der Arbeit in Frankfurt am Main wechselte er zur Industriegewerkschaft Bergbau und Energie (IG BCE). Dort leitete er von 1990 bis 1997 den Bezirk Lausitz mit Sitz in Cottbus, danach den Landesbezirk Brandenburg/Sachsen der IG BCE. Von 2004 bis 2013 war er stellvertretender Vorsitzender der IG BCE. Außerdem war Freese von 2005 bis Juni 2014 ehrenamtlicher Vorstandsvorsitzender der Deutschen Rentenversicherung Knappschaft-Bahn-See.

## Politik
Freese trat 1970 in die SPD ein, war Ortsvereinsvorsitzender und Stadtverordneter (von 1989 bis 1990 in Herten/Westfalen) und von 1993 bis 2003 und ist seit 2013 wieder Vorsitzender des SPD-Unterbezirks Spree-Neiße. Er gehörte von 1994 bis 2004 dem Landtag von Brandenburg an, für den er 1994 und 99 direkt gewählt wurde. Für Brandenburg war er Delegierter in der deutschen Bundesversammlung. Von 2008 bis 2014 gehörte Ulrich Freese dem Kreistag Spree-Neiße an. 2013 zog er über die brandenburgische Landesliste in den Deutschen Bundestag ein. Freese war im 18. Deutschen Bundestag Mitglied im Ausschuss für Wirtschaft und Energie, dem Ausschuss für Gesundheit, Ausschuss für Ernährung und Landwirtschaft sowie dem Haushaltsausschuss. Ulrich Freese ist als Abgeordneter des Wahlkreises Cottbus/Spree-Neiße Mitglied der SPD-Landesgruppe Brandenburg. Im 19. Deutschen Bundestag ist Freese nach wie vor ordentliches Mitglied im Ausschuss für Wirtschaft und Energie, sowie stellvertretendes Mitglied im Ausschuss für Gesundheit, Ausschuss für Ernährung und Landwirtschaft und dem Haushaltsausschuss.
Von Greenpeace wird Freese als einer der entschiedensten Befürworter des Braunkohlebergbaus in der SPD aufgeführt. Laut abgeordnetenwatch.de ist Freese Kohlelobbyist, da er von Vattenfall bezahlt wird. Er bezeichnete sich aber in der Vergangenheit auch selbst so.
Am 1. Juni 2017, dem Tag, an dem Donald Trump den Rückzug der USA aus dem Pariser Klimaschutzvertrag ankündigte, äußerte Freese im Bundestag, ein Braunkohleausstieg würde maximal 200 Mio. Tonnen  Kohlendioxid einsparen. Klimatologisch hätte dies dieselbe Wirkung, „wie wenn in China ein Sack Reis umfällt“.
Zur Bundestagswahl 2021 trat Freese nicht erneut an.

## Nebentätigkeiten
Freese übt eine Reihe von Nebentätigkeiten aus. Er hat und hatte unter anderem Positionen in den Aufsichtsräten von Vattenfall (und zwei ihrer Tochterunternehmen), dem Chemiekonzern Lanxess, der Wohnimmobiliengesellschaft Vivawest und dem Medizinischen Zentrum StädteRegion Aachen (bis 2013). Nach Recherchen des Politikportals Abgeordnetenwatch.de gehört er zu den Bundestagsabgeordneten mit den höchsten Nebeneinkünften. Auf seiner Homepage legt der Abgeordnete diese offen.

## Mitgliedschaften
Von 2005 bis 2014 war Freese ehrenamtlicher Vorstandsvorsitzender der Deutschen Rentenversicherung Knappschaft-Bahn See. 